# موان داي غن
الأمير العظيم موآن (무안대군 | 撫安大君)، (ولد في 1381 ومات في 1398)، هو الابن السابع للملك تايجو ملك جوسون الأول. اسمه الشخصي يي بانغ بون (이방번 | 李芳蕃) . قام الملك تايجو بتعيينه ولياً للعهد، حيث تم أمر اختياره ولياً للعهد بتأثير جونغ دو جون . هو أول أمير ملكي، ومات مقتولاً . حصل على اسم بعد الوفاة هو جانغهي (장혜 | 章惠) .

## حياته
والدته هي الملكة شيندوك من عشيرة كانغ (신덕왕후 강씨 | 神德王后 康氏)، وهو الابن السابع للملك تايجو، تزوج من ابنة وانغوو أفراد العائلة الحاكمة في غوريو.
كان يي بانغ بون (이방번) مدعوماً من والده يي سونغ غاي مذ كان صغيراً، وتم إعطاؤه اسم موآن بعد تأسيس جوسون وإسقاط غوريو.
في 1393 وهو في سن 13 تم تعيينه ولياً للعهد من قبل والده الملك تايجو، حيث تم أمر اختياره بتأثير من جونغ دوجون (정도전 | 鄭道傳) أقوى أرستقراطيي المملكة في ذلك الوقت، وذلك لتثبيت مكانته في البلاط الملكي، والذي قام يي بانغسوك برفض أن يكون ولياً للعهد.
في 1398 حدث تمرد الأمراء الأول بقيادة يي بانغوون والذي أسفر عن مقتله مع أخيه غير الشقيق . كان عمره 18 في ذلك الوقت.
بعد موته على يد تايجونغ أخذ اسمه بعد الوفاة في 1437 (السنة 19 من حكم سيجونغ) عندما عين الابن الخامس للملك سيجونغ - الأمير العظيم غوانغبيونغ - ولياً للعهد.

## الأسرة

### الأقارب
- الأب : الملك تايجو (태조) .
- الأم : الملكة شيندوك من عشيرة كانغ (신덕왕후 강씨 | 神德王后 康氏)
- الإخوة :
  - الأمير العظيم جنآن، (진안대군) .
  - الأمير العظيم يونغآن، (영안대군) .
  - الأمير العظيم إغآن، (익안대군) .
  - الأمير العظيم هويآن، (회안대군) .
  - الأمير العظيم جونغآن , (정안대군) .
  - الأمير العظيم دوغآن , (덕안대군) .
  - الأمير العظيم ويآن , (의안대군) .
- الأخوات :
  - الأميرة غيونغشن (경신공주) .
  - الأميرة غيونغسون (경선공주) .
  - الأميرة غيونغسن (경순공주) .
  - الأميرة سكشن (숙신옹주) .
  - الأميرة ويريونغ (의령옹주) .
- أخ في القانون :
  - الأمير هينغآن (흥안군 | 興安君) يي جي (이제 | 李濟) .

### العائلة
- زوجة : غايسونغ من عشيرة وانغ (삼한국대부인 개성 왕씨 | 三韓國大夫人 開城王氏)، (الأميرة غيونغنيونغ | 경녕옹주 | 慶寧翁主)، (ولدت في ؟ وماتت في 1449) - ابنة الأمير غويوي (귀의군 | 歸義君) وانغ وو (왕우 | 王瑀) .
  - حفيد : الأمير العظيم غوانغبيونغ - الابن الخامس لملك جوسون الرابع الملك العظيم سيجونغ .